# Cluvi
Cluvi (en llatí Cluvius) era el nom d'una família de la Campània.
Personatges destacats van ser:
- Gai Cluvi Saxula, pretor el 175 aC
- Espuri Cluvi, pretor el 172 aC
- Gai Cluvi (Caius Cluvius) legat del cònsol Luci Emili Paul·le a Macedònia l'any 168 aC.[2]
- Gai Cluvi (Caius Cluvius), Cavaller romà contemporani de Ciceró, que va actuar com a jutge en un afer entre Gai Fanni Querea i Quint Flavi, l'any 76 aC.[3]
- Marc Cluvi, banquer de Puteoli
- Gai Cluvi, cònsol sufecte el 29 aC
- Marc Cluvi Ruf, cònsol sufecte l'any 45